# بوهدون (بني فنزر)
بوهدون هو دُوَّار يقع بجماعة بني سلمان، إقليم شفشاون، جهة طنجة تطوان الحسيمة في المملكة المغربية. ينتمي الدوّار لمشيخة بني فنزر التي تضم 18 دوار. يقدر عدد سكانه بـ 103 نسمة حسب الإحصاء الرسمي للسكان والسكنى لسنة 2004.

## روابط خارجية
- البوابة الوطنية للجماعات الترابية نسخة محفوظة 12 مارس 2018 على موقع واي باك مشين.
- المندوبية السامية للتخطيط